# پروومایسکی (قزاقستان)
پروومایسکی (به قزاقی: Pervomaysky) یک منطقهٔ مسکونی در قزاقستان است که در شهرستان ایله، قزاقستان واقع شده‌است.